# Khosro Shakibai

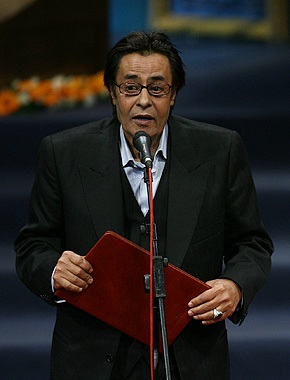

Khosro Shakībā'ī (persisch خسرو شکیبایی Chosro Schakibai‎; * 27. März 1944 in Teheran, Iran; † 18. Juli 2008 ebenda) war ein iranischer Schauspieler. Er spielte in zahlreichen iranischen Theaterstücken, Kinofilmen und Fernsehserien. Ebenfalls bekannt sind seine Lesungen von Dichtern wie Forugh Farrochzad und Sohrab Sepehri.

## Leben
Khosro Shakībā'ī studierte Schauspiel an der Fakultät der Schönen Künste der Universität Teheran. Danach arbeitete er zunächst als Theaterschauspieler und begann 1982 seine Filmkarriere mit dem Film Khatt-e Ghermez (The Red Line) von Masud Kimiai.
1989 gewann er den iranischen Filmpreis Kristall Phoenix (Simurgh) für seine Darstellungen in dem Film Hāmun, der bald Kultstatus erreichte. Weitere Auszeichnungen folgten unter anderem für seine Leistungen in Kimiā (The Philosopher’s Stone, 1995).

## Filme (Auswahl)
- 1981: Khatt-e Ghermez (The Red Line), Regie Masud Kimiai
- 1989: Hāmun, Regie Dariush Mehrjui
- 1991: Bānu (The Lady), Regie Dariush Mehrjui, (Veröffentlicht 1998)
- 1992: Yek-bār barāy-e Hamisheh (Once and for Ever), Sirus Alvand
- 1992: Sārā (Sara), Regie Dariush Mehrjui
- 1994: Kimiā (The Philosopher’s Stone), Regie Ahmad-Reza Darvish
- 2001: Kāghaz-e bi Khatt (The Unruled Paper), Regie Naser Taghvai
- 2004: Hokm (The Verdict), Regie Masud Kimiai
- 2004: Ezdevāj-e Sourati (The Superficial Marriage), Regie Manuchehr Masiri
- 2004: Sālād-e Fasl (The Garden Salad) Regie Fereydoun Jayrani
- 2005: Che Kasi Amir rā Kosht? (Who Killed Amir?), Regie Mehdi Karampour
- 2005: Arousak-e Farangi (The European Doll), Regie Farhad Sabā
- 2005: Pishnehād-e Panj Meluni (The Five-Million [Dollar] Proposition), Regie Fereydoun Jayrani
- 2005: Setāreh-hā (The Stars), Regie Fereydoun Jayrani
- 2006: Dasthā-ye Khāli (The Empty Hands), Regie Abol-Ghāsem Tālebi
- 2006: Otobus-e Shab (The Night Bus), Regie Kiumars Pourahmad
- 2006: Ra'is (The Boss), Regie Masoud Kimiai
- 2007: Shab (The Night)
- 2008: Emruz na Fardā (Today and Not Tomorrow)
- 2008: Delshekasteh  (Heart Broken)

## Fernsehserien (Auswahl)
- 1989: Ruzi Ruzegāri (Some Day and Some Age), Regie Amro'llah Ahmadjou
- 1996: Khāneh-ye Sabz (The Green House), Regie Bijan Bi'rang und Masoud Resām
- 1998: Kāktus (Cactus), Regie Mohammd-Reza Honarmand
- 2000: Tofang-e Sar-por (The Charged Rifle), Regie Amro'llah Ahmadjou
- 2002: Dar Kenār-e Ham (Being Together), Regie Fat'h-Ali Oveisi
- 2007: Sar-Zamin-e Sabz (The Green Country), Regie Bijan Bi'rang und Masoud Resām

## Lesungen
- Pari Khāni (Reading the Angels), Gedichte von Forough Farokhzad
- Hajm-e Sabz (The Green Volume), Gedichte von Sohrab Sepehri
- Neshāni-hā (The Addresses), Gedichte von Sayyed-Ali Sālehi
- Nāmeh-hā (The Letters), Gedichte von Sayyed-Ali Sālehi
- Mehrabāni (Kindness)
- Albom-e Sohrāb (Sohrab's Album), Gedichte von Sohrab Sepehri

## Auszeichnungen (Auswahl)
- 1989: Kristall Phoenix des 8. Internationalen Fajr-Filmfestivals für seine Hauptrolle in Hāmun
- 1995: Kristall Phoenix des 13. Fajr International Film Festivals für seine Hauptrolle in Kimiā (The Philosopher’s Stone)
- 2003: Golden Tablet der Iranischen Schauspielgruppe, für Kāghaz-e bi Khatt (The Unruled Paper)
- 2004: Kristall Phoenix des 23. Fajr International Film Festivals für seine Rolle in Sālād-e Fasl (The Garden Salad)
- 2006: Ehrenauszeichnung des 25. Fajr International Film Festivals für seine Hauptrolle in Otobus-e Shab (The Night Bus)

## Weitere Schreibweisen
Khosrow Shakibaie, Khosrow Shakibai